# Andreánszky Gábor (botanikus)
Liptószentandrási báró Andreánszky Gábor (Alsópetény, 1895. augusztus 1. – Budapest, 1967. november 20.) botanikus, paleobotanikus. A 20. század első felének egyik legkiemelkedőbb botanikusa, jelentős növényföldrajzi és vegetációtörténeti kutatások fűződnek a nevéhez, ősnövénytani vizsgálataival pedig iskolát teremtett. 1945-től 1949-ig a Magyar Tudományos Akadémia tagja volt. Botanikai szakmunkákban nevének rövidítése: „Andr.”.

## Élete
Andreánszky Gábor politikus, országgyűlési képviselő (1848–1908) és Rudnay Lenke fia. A Budapesti Tudományegyetemen megkezdett felsőfokú tanulmányai alatt egy 1914-es, Tuzson János professzor irányításával a Fogarasi-havasokba tett botanikai gyűjtőút irányította figyelmét a növénytan felé. Az első világháború megakasztotta tanulmányait, de diplomaszerzése után, 1920-ban a budapesti egyetem növényrendszertani tanszékének tanársegédje lett. 1929-ben magántanári kinevezést kapott, 1942-ben pedig a növényrendszertani és növényföldrajzi tanszék rendes tanára lett. Ugyanebben az évben, 1942-ben nevezték ki a Magyar Nemzeti Múzeum (később a Magyar Természettudományi Múzeum kezelésében álló) növénytár igazgatójává. A posztot 1945-ig töltötte be, amikor a budapesti tudományegyetem növényrendszertani és növényföldrajzi tanszékének vezetője lett, egészen 1952-ig. Ekkor politikai okokból (és vélhetően nemesi származása miatt) kitiltották az egyetemről, egyszerű munkatársként került vissza a Magyar Természettudományi Múzeum növénytárába, s itt dolgozott egészen haláláig.

## Munkássága
Tudományos kutatásai során főként florisztikával és növényföldrajzzal foglalkozott, a Mediterráneum (Szicília, Szardínia, Appenninek, Észak-Afrika), valamint az Alpok és a Kárpátok flóráját vizsgálta. Paleobotanikai munkásságának homlokterében a harmadidőszak, azon belül is a miocén kori szarmata emelet növényvilága állt, emellett az egyes növénycsoportok földtörténeti korokon átívelő törzsfejlődését és a változások hátterében álló klimatológiai okokat kutatta (például az alpesi flóratartomány kapcsán). Nagy figyelmet szentelt a Magyarország területén lévő erdőségek fejlődéstörténetének. Gyűjtéseinek és kutatásainak eredményeként a múzeumi növénytár ősnövénygyűjteménye megkétszereződött. 1948-ban ő hívta életre az egyetlen évfolyamot megért Hungarica Acta Biologica című tudományos folyóiratot (az Acta Biologica elődjét). Az 1950-es években jelentette meg két nagymonográfiáját: paleobotanikai kézikönyvét (1954), illetve a szarmata emeleti magyarországi flóra növénytársulástani áttekintését (1959).
Tudományos eredményei elismeréseként 1945-ben a Magyar Tudományos Akadémia levelező tagjává választotta. 1949-ben tanácskozó taggá minősítették vissza, s tagságát csak 1989-ben – posztumusz – állították vissza.

## Főbb művei
- Plantae ia Africa Boreali lectae II–III. Pécs: Dunántúl. 1937–1941.
- Az éghajlat megváltozásának hatása a növényzetre. Budapest: Stephaneum. 1939.
- Adatok Tunisz és Kelet-Algéria növényföldrajzához. Budapest: Bethlen Gábor. 1939.
- Száras növények. Budapest: Egyetemi ny. 1941.
- A növények elterjedése. Budapest: Egyetemi ny. 1941.
- A Földközi-tengervidék növényzetének biológiai spektrumáról. Budapest: Szent István Akadémia. 1941.
- Ősnövénytan. Budapest: Akadémiai. 1954.
- Die Flora der sarmatischen Stufe in Ungarn: Die paläoökologischen und zönologischen Beziehungen ihrer Entwicklungsgeschichte. Budapest: Akadémiai. 1959.
- Contributions à la connaissance de la flore de l’oligocène inférieur de la Hongrie et un essai sur la reconstitution de la végétation contemporaine. Budapest: Akadémiai. 1959.
- On the Upper Oligocene of Hungary: Analysis of the site at the Wind Brickyard, Eger. Budapest: Akadémiai. 1966.